# Aenigmatias nigricornis
Aenigmatias nigricornis är en tvåvingeart som beskrevs av Borgmeier 1963. Aenigmatias nigricornis ingår i släktet Aenigmatias och familjen puckelflugor. Inga underarter finns listade i Catalogue of Life.